# Julia Ertmer
Julia Ertmer (* 23. September 1983 in Bad Dürkheim) ist eine ehemalige deutsche Triathletin.

## Werdegang
Julia Ertmer unterrichtet als Gymnasiallehrerin für Mathematik und Sport an der Albert-Schweitzer-Schule in Offenbach am Main. Sie startet im Triathlon vorwiegend auf der Mittel- und Langdistanz.
Im Juni 2015 wurde sie in der Altersklasse Deutsche Meisterin auf der olympischen Distanz (1,5 km Schwimmen, 40 km Radfahren und 10 km Laufen).
Mit dem dritten Rang beim Ironman Hamburg qualifizierte sie sich im August 2017 für einen Startplatz bei den Ironman World Championships auf Hawaii im Oktober, die damals 34-Jährige konnte beim Ironman Hawaii 2017 die Altersklasse 30–34 der Frauen gewinnen und wurde so Amateur-Weltmeisterin.
Im August 2018 gewann Julia Ertmer auf der Mitteldistanz den Frankfurt-City-Triathlon.
Seit 2018 tritt sie nicht mehr international in Erscheinung.

## Sportliche Erfolge
| Datum/Jahr    | Rang | Wettbewerb                                          | Austragungsort    | Zeit     | Bemerkung                                                                                      |
| ------------- | ---- | --------------------------------------------------- | ----------------- | -------- | ---------------------------------------------------------------------------------------------- |
| 5. Aug. 2018  | 1    | Frankfurt-City-Triathlon                            | Frankfurt am Main |          | Siegerin auf der Mitteldistanz                                                                 |
| 10. Juni 2018 | 1    | Triathlon Ingolstadt                                | Ingolstadt        | 04:19:07 | [ 4 ]                                                                                          |
| 6. Aug. 2017  | 2    | Frankfurt-City-Triathlon                            | Frankfurt am Main |          | Zweite auf der Mitteldistanz                                                                   |
| 12. Juni 2017 | 1    | Maxdorfer Triathlon                                 | Maxdorf           | 04:37:31 | Siegerin auf der Mitteldistanz                                                                 |
| 4. Sep. 2016  | 2    | ETU Challenge Triathlon European Championship 30-34 | Walchsee          | 04:40:05 | Europameisterschaft auf der Mitteldistanz bei der Challenge Kraichgau; Zweite der Altersklasse |
| 21. Aug. 2016 | 2    | Allgäu Triathlon                                    | Immenstadt        |          | Zweite auf der olympischen Distanz, beim Allgäu Olymp                                          |

| Datum/Jahr    | Rang | Wettbewerb      | Austragungsort | Zeit     | Bemerkung                       |
| ------------- | ---- | --------------- | -------------- | -------- | ------------------------------- |
| 1. Juli 2018  | 8    | Challenge Roth  | Roth           | 09:37:48 | als zweitbeste Deutsche         |
| 14. Okt. 2017 |      | Ironman Hawaii  | Hawaii         | 10:08:50 | Siegerin der Altersklasse 30–34 |
| 13. Aug. 2017 | 3    | Ironman Hamburg | Hamburg        |          | Dritte bei der Erstaustragung   |